# Parco nazionale di Shirvan
Il parco nazionale di Shirvan (azero: Şirvan Milli Parkı) è un parco nazionale dell'Azerbaigian. È stato istituito su decreto del presidente Ilham Aliyev il 5 luglio 2003 all'interno del territorio appartenente ai distretti amministrativi di Salyan e di Neftçala. La sua superficie è di 543,735 km².
Il parco nazionale è stato creato sulle fondamenta di una riserva statale preesistente istituita nel 1969 e sulle aree limitrofe. L'attività della riserva è incentrata sulla protezione e la riproduzione della gazzella gozzuta (Gazella subgutturosa), nonché sulla salvaguardia degli uccelli acquatici e di alcuni biotipi di piante tipici della pianura di Shirvan.